# Бутешть (Молдова)
Бутешть (рум. Butești) — село у Глоденському районі Молдови. Входить до складу комуни, адміністративним центром якої є село Каменка.

## Населення
За даними перепису населення 2004 року у селі проживали 434 особи.
Національний склад населення села:
| Національність | Кількість осіб | Відсоток |
| -------------- | -------------- | -------- |
| молдавани      | 431            | 99,3%    |
| українці       | 3              | 0,7%     |
| Всього         | 434            | 100%     |